# Borne milliaire de Vagnas
La borne milliaire de Vagnas est une borne milliaire de France.

## Description
La Pierre plantée, borne milliaire de la voie romaine Alba-Nîmes. Surmontée en 1717 d'une croix de pierre.
Tracée sur les ordres de l'empereur romain Antonin le Pieux, la voie dite « antonine » ou « des Helviens » a été achevée en 145. Alba était alors une cité d'importance.
Cette borne porte le numéro XXXI, elle marque donc le 31e mille depuis Alba-la-Romaine (soit environ 46 km).
Le tracé de la voie n'est pas précisément identifié sur le territoire de Vagnas. Mais il est certain qu'il passait à proximité immédiate des ruines du Monastier (accessible par le chemin qui débute de l'autre côté de la route, dans la descente). Cette borne milliaire a certainement été déplacée, sans doute au moment de la construction de la route actuelle (au XVIIIe siècle).
La présence de la croix à son sommet a préservé la borne d'un réemploi, comme c'était fréquemment le cas autrefois.

## Localisation
La borne est située sur la commune de Vagnas.

## Historique
La borne est inscrite au titre des monuments historiques en 1974.